# École spéciale militaire de Saint-Cyr
L'École spéciale militaire de Saint-Cyr (ESM, "Scuola speciale militare di Saint-Cyr") è la principale accademia militare francese, e forma i quadri dell'Armée de terre. È spesso per brevità indicata come Saint-Cyr. Il suo motto è «Ils s'instruisent pour vaincre», ossia «Studiano per vincere».

## Storia

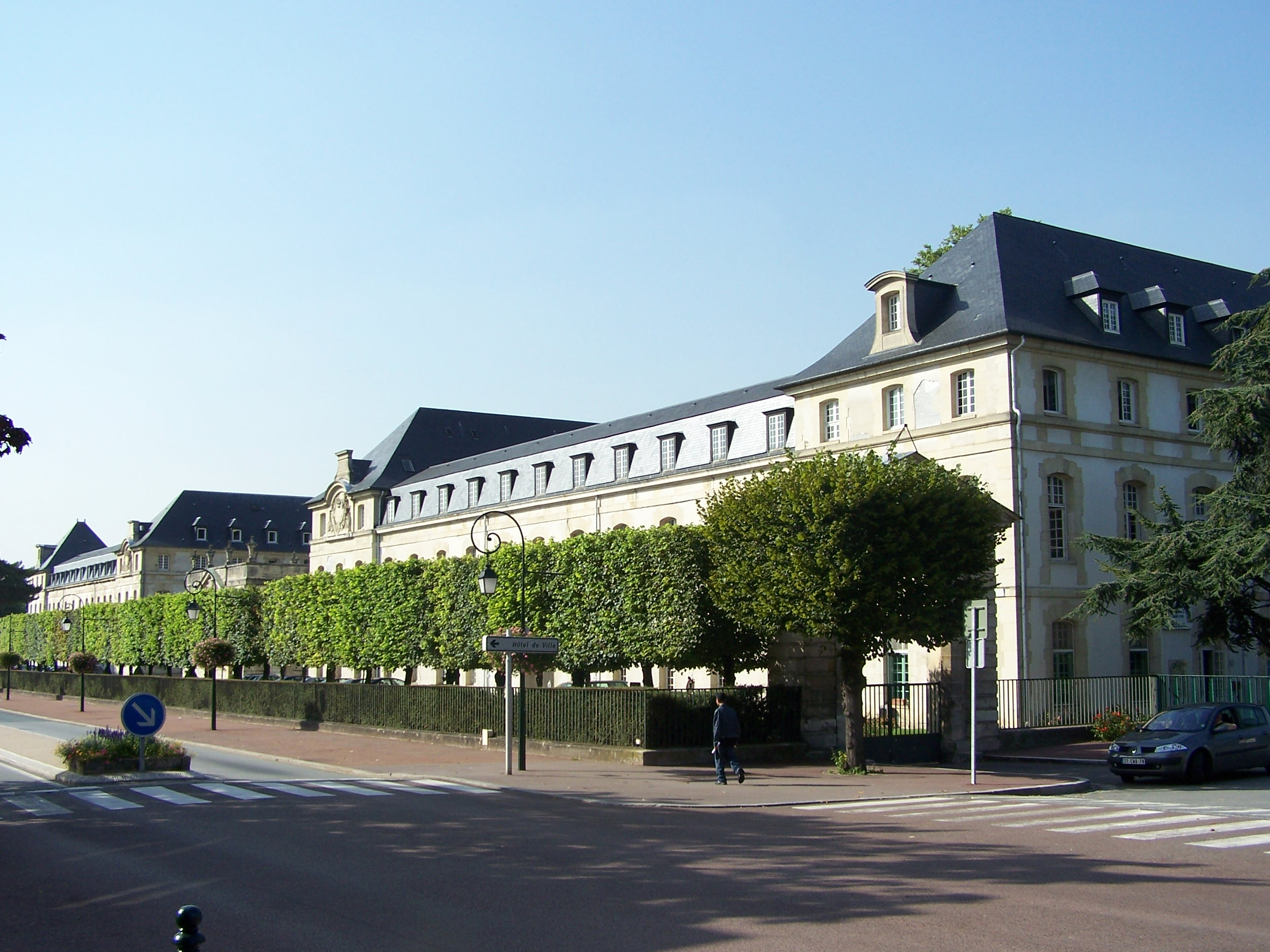
La sede di Saint-Cyr-l'École

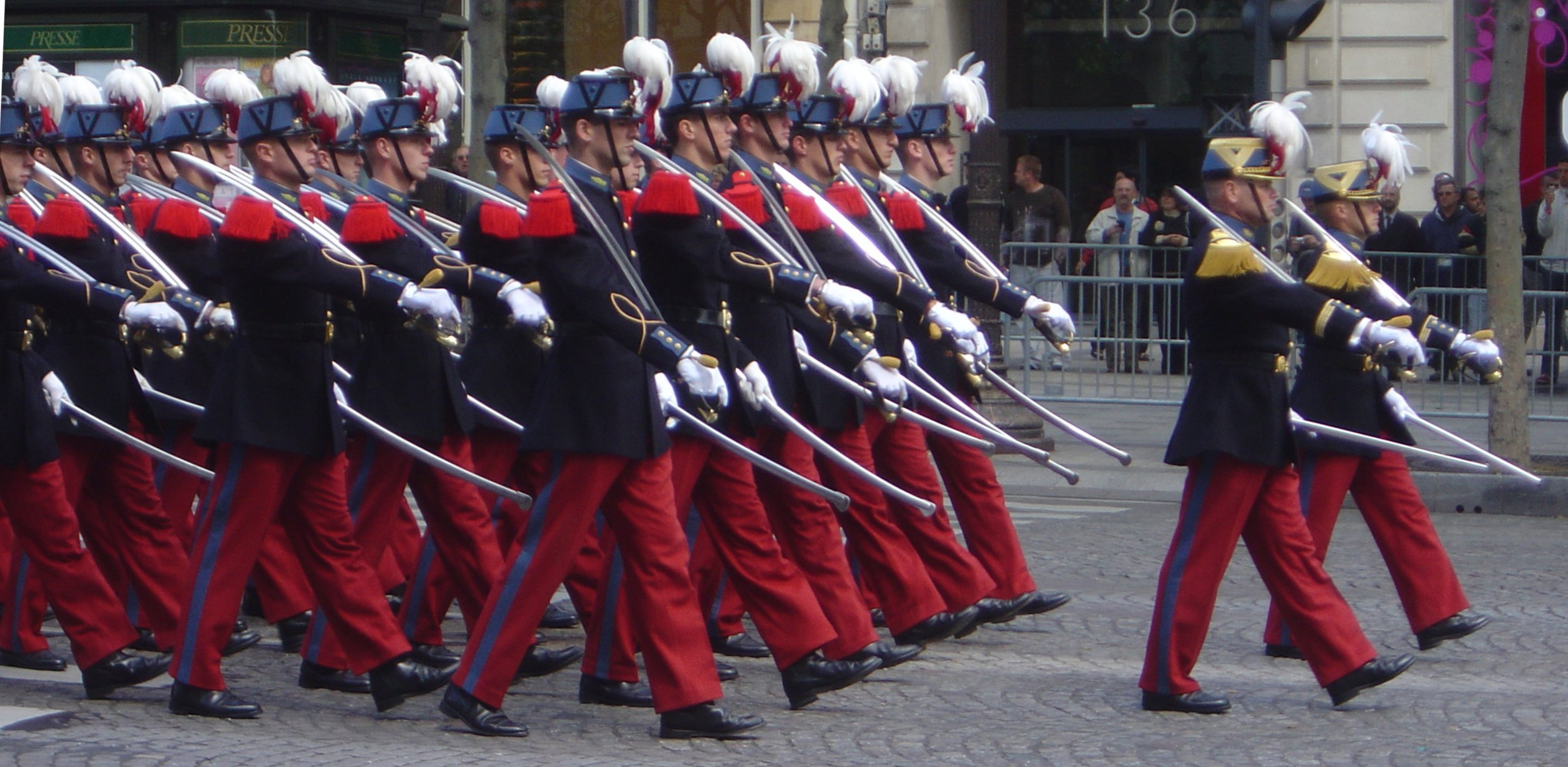
Cadetti di Saint-Cyr in parata

Istituita da Napoleone Bonaparte con legge del 1º maggio 1802, era inizialmente ubicata a Fontainebleau, fu poi trasferita a Saint-Cyr-l'École nel 1806, negli edifici della Maison royale de Saint-Louis fondata da Madame de Maintenon nel 1686. A partire dal 1818 i corsi furono regolari e a cadenza annuale.
Nel 1940, dopo l'armistizio con la Germania nazista, le scuole di Saint-Cyr e Saint-Maixent (fanteria), furono trasferite ad Aix-en-Provence, in zona libera. Nel novembre 1942, dopo che anche questa venne occupata, le due scuole furono sciolte dai tedeschi. Alcuni cadetti riuscirono a lasciare la Francia passando per la Spagna e raggiunsero la Scuola militare di Cherchell, in Algeria. Parallelamente, dopo il 1940, in Gran Bretagna, Charles de Gaulle fondò la "Scuola militare dei cadetti della Francia libera". Nel 1944 la scuola di Cherchell divenne "Scuola militare interarmi" (EMIA), incaricata di formare tutti gli ufficiali dell'esercito, a mettere in pratica l'idea dell'"amalgama" del generale de Lattre de Tassigny.
Nel 1945, l'ESM fu trasferita a Coëtquidan, presso Guer, dato che gli edifici di Saint-Cyr-l'École erano stati resi inutilizzabili dai bombardamenti alleati del luglio e agosto 1944. Nel 1947, l'EMIA divenne "Scuola speciale militare interarmi", concessione al vecchio nome di Saint-Cyr. Dal 1961, la formazione degli ufficiali di reclutamento diretto e dei sottufficiali anziani è separata. L'ESM riprese il suo ruolo al fianco della nuova EMIA. Nel 1977 venne istituita ancora una nuova scuola nella sede nelle vicinanze di Guer, la "Scuola militare dei corpi tecnici ed amministrativi" (EMCTA).

## Cursus
La formazione verte su quattro materie principali:
- formazione al comando (FEXA: Formation à l'EXercice de l'Autorité)
- formazione accademica
- formazione militare, fra cui un brevetto di paracadutismo presso la scuola paracadutisti di Pau, corsi di commando (al forte di Penthièvre presso Saint-Pierre-Quiberon e a Mont-Louis, presso il centro nazionale di addestramento commando) e corsi di combattimento in ambiente montano (a Barcelonnette, sulle Alpi, o al centro nazionale di combattimento in montagna di Briançon) o in ambiente equatoriale (nella Guyana francese).
- formazione sportiva

I corsi durano sei semestri, e si concludono con il conseguimento del diploma dell'ESM, e, per le materie scientifiche, col diploma di ingegnere.
Tutti i cadetti di un'annata sono raggruppati in un battaglione; il primo anno le reclute fanno parte del 3º battaglione, l'anno successivo del 2º battaglione, infine del 1º battaglione di Francia, col grado di sottotenente.
Al termine del corso i cadetti ricevono il grado di tenente, sono definiti in una graduatoria, e, secondo l'ordine di questa, scelgono un'arma (con compiti operativi nell'Armée de Terre o nella Gendarmerie nationale) per la quale frequentano un anno nell'apposita scuola di applicazione:
- aviazione leggera dell'esercito, Le Cannet des Maures-Dax
- forze corazzate, Saumur
- artiglieria, Draguignan
- gendarmeria, Melun
- genio, Angers
- fanteria, Montpellier
- logistica, Bourges
- genio ferroviario, Tours
- genio trasmissioni, Rennes

Dopo l'anno nella scuola di applicazione i neo-ufficiali ricevono la loro destinazione operativa.

## I corsi
Ogni corso triennale (promotion) è dedicato ad un militare insigne che ha frequentato la scuola o ad eventi, luoghi o personaggi importanti per la storia di Francia. Solamente in due casi un corso è stato intitolato ad un contemporaneo: a Jean-Baptiste Marchand (1898-1900) e al maresciallo Pétain (1940-1942).